# (358) Apol·lònia
Apol·lònia és l'asteroide número 358. És un asteroide gran del cinturó principal. Va ser descobert per l'astrònom Auguste Charlois des de l'observatori de Niça (França), el 8 de març de 1893.
1. 1 2  «JPL Small-Body Database». [Consulta: 24 gener 2024].
2. ↑  Afirmat a: Minor Planet Center Database.
3. 1 2 3 4  «JPL Small-Body Database». [Consulta: 18 octubre 2023].
4. 1 2 3 4 5 6 7 8  «JPL Small-Body Database». [Consulta: 29 novembre 2024].
5. ↑  «JPL Small-Body Database». [Consulta: 4 novembre 2024].